# Disco Duck
«Disco Duck» — сатирична диско нова пісня у виконанні Рік Діс і His Cast of Idiots. У той час Діс був диск-жокеєм Мемфіса. Стала хітом номер один у Billboard Hot 100 протягом одного тижня в жовтні 1976 року (і посіла 97 місце серед 100 найпопулярніших пісень року за версією журналу Billboard). Також увійшла до топ-20 чарту Billboard Hot Soul Singles, досягнувши 15 місця. «Disco Duck» спочатку була випущена на півдні лейблом Fretone Естелем Екстоном, але пізніше була перевипущена RSO Records для національного та міжнародного розповсюдження. У 1977 році ця пісня отримала нагороду People's Choice Award за улюблену нову пісню.

## Походження та сюжет
Написаний Дісом, «Disco Duck» був натхненний новою танцювальною піснею 1960-х під назвою «The Duck», записаною Джекі Лі (Ерл Лі Нельсон) у 1965 році. За словами Діса, на написання пісні знадобився один день, але три місяці, щоб переконати когось виконати її.
Поєднуючи оркестрові стилі диско з голосом у стилі Дональда Дака як основною сюжетною точкою, історія в «Disco Duck» зосереджується на людині на танцювальній вечірці, якого охоплює бажання встати та «спуститися» манерою до рівня качки. Коли музика припиняється, він сідає, але коли він вирішує встати і танцювати знову, він виявляє, що всі в кімнаті зараз виконують його танець.

## Відповідь і вплив
«Disco Duck» став загальнонаціональним хітом у Сполучених Штатах до вересня 1976 року. У чарті Billboard Hot 100 досяг першого місця 16 жовтня 1976 року протягом одного тижня, утримував друге місце протягом наступних чотирьох тижнів і залишався в топ-10 загалом 10 тижнів. Сингл продано понад 4 тиражами мільйон копій і отримав нагороду People's Choice Award.
Незважаючи на весь свій успіх, «Disco Duck» дуже мало транслювався в Мемфісі, включно з WMPS, станцією, на якій у той час працював Діс; Керівництво станції заборонило Дісу відтворювати запис у його власному шоу, а конкуруючі станції відмовилися відтворювати його, побоюючись сприяти конкуренції. Коли одного ранку Діс лише згадав цю пісню у своєму шоу, керівництво WMPS звільнило його через конфлікт інтересів. Після короткої обов’язкової перерви Діса взяли на роботу на первинному конкурсі WMPS, WHBQ, який дав йому дозвіл зіграти свою пісню.

## Чарти
| Чарт (1976–77)                              | Пік позиції |
| ------------------------------------------- | ----------- |
| Австралія (Kent Music Report)               | 4           |
| Бельгія (Ultratop Flanders)                 | 3           |
| Бельгія (Ultratop Wallonia)                 | 3           |
| Канада топ сингли (RPM)                     | 1           |
| Італія (FIMI)                               | 4           |
| Нідерланди (Dutch Top 40)                   | 4           |
| Нідерланди (Mega Single Top 100)            | 4           |
| Нова Зеландія (RIANZ)                       | 7           |
| Норвегія (VG-lista)                         | 3           |
| Швеція (Sverigetopplistan)                  | 3           |
| Великобританія сингли (OCC)                 | 6           |
| США Billboard Hot 100                       | 1           |
| США Cash Box Top 100                        | 1           |
| Західна Німеччина (Чарти GfK Entertainment) | 7           |

| Чарт (1976)                   | Позиція |
| ----------------------------- | ------- |
| Австралія (Kent Music Report) | 46      |
| Чарт (1977)                   | Позиція |
| Австралія (Kent Music Report) | 61      |
| Бельгія (Ultratop Flanders)   | 57      |
| Канада топ сингли (RPM)       | 3       |
| Нідерланди (Dutch Top 40)     | 61      |
| Нідерланди (Single Top 100)   | 75      |
| Великобританія сингли (OCC)   | 72      |
| США Billboard Hot 100         | 97      |
| США Cash Box                  | 4       |

| Чарт (1958-2018)      | Позиція |
| --------------------- | ------- |
| США Billboard Hot 100 | 175     |